# Futebol de botão

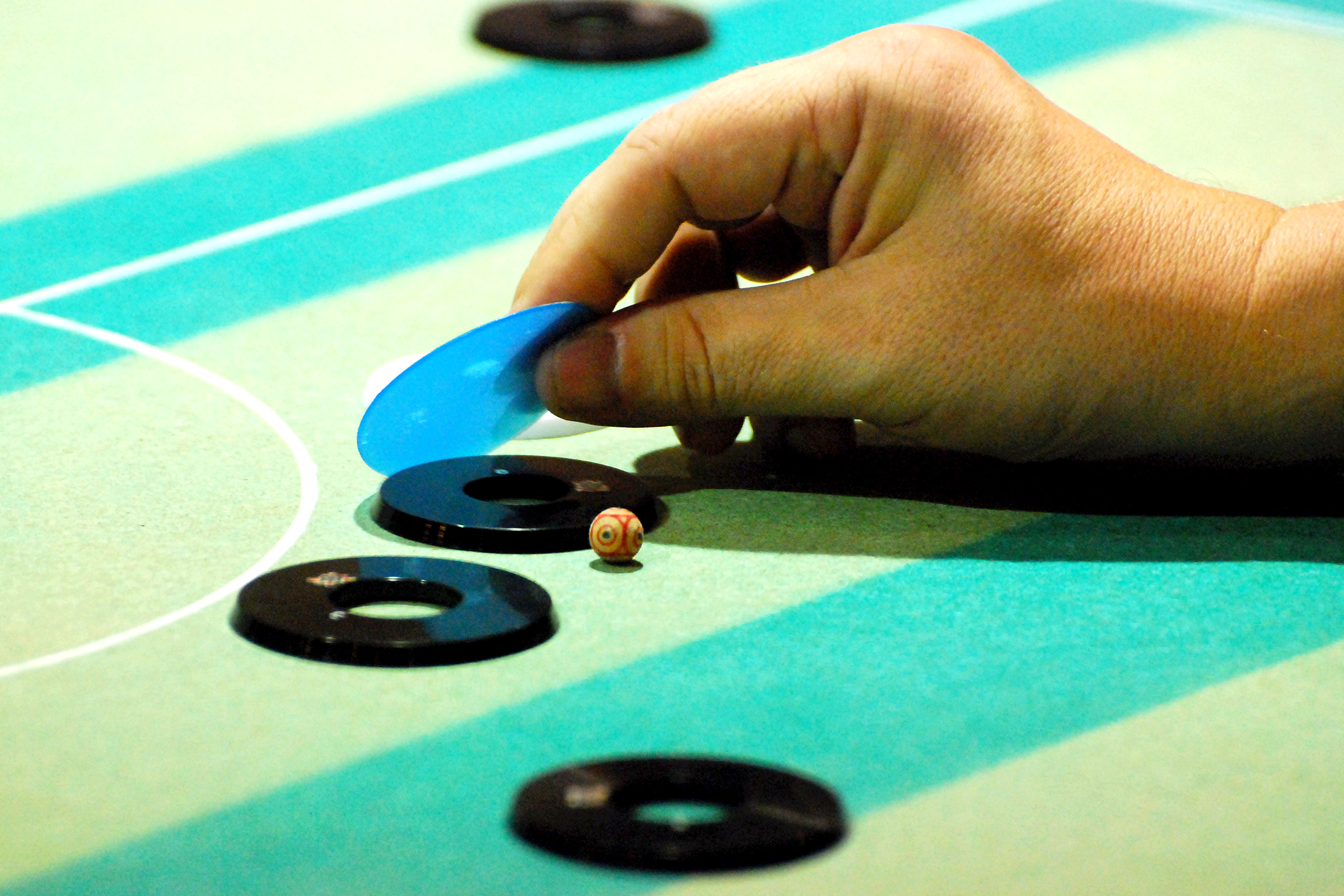
Detalhe de um jogo de futebol de botão

Nota: Não confundir com o jogo chamado no Brasil de Pebolim, Totó ou Fla-Flu
O futebol de botão (ou ainda futebol de mesa e futmesa) é um jogo simulado de futebol praticado com botões apropriados, que, de certa forma, representam os jogadores e são movidos com o auxílio de uma palheta; é praticado como um "passatempo" e como esporte oficialmente reconhecido sendo, nesta última condição, denominado "Futebol de Mesa".

## Futebol de botão
O futebol de botões foi inventado em 1930 pelo brasileiro Geraldo Cardoso Décourt, que, primeiro jogava com botões de madeira, passando posteriormente a usar os botões de plástico. Dessa brincadeira de criança surgiu o "jogo de botões", aquilo que se tornaria o esporte difundido e praticado como modalidade esportiva, apresentando uma diversidade de regras e materiais, tendo adeptos em um grande número de países.
O dia do nascimento de Geraldo
Décourt em 14 de fevereiro, foi oficializado pelo governador Geraldo Alckmin, em São Paulo, no ano de 2001, como o "dia do botonista".
Décourt foi um incansável divulgador e organizador de eventos de futebol de mesa, o que propiciou o desenvolvimento do esporte, assim como sua popularização.
Paralelamente a esse incremento de regras e desenvolvimento de materiais cada vez mais adequados à execução do jogo, em diversas regiões do Brasil, mormente nas décadas de 1930 a 1980, várias modalidades eram praticadas, usando-se diversos tipos de botões e superfícies onde os mesmos deslizavam, desde o piso das casas, mesas de jantar, até o famoso "Estrelão", mesa de jogo sem cavaletes, produzida pela fábrica Estrela, durante os anos 60.

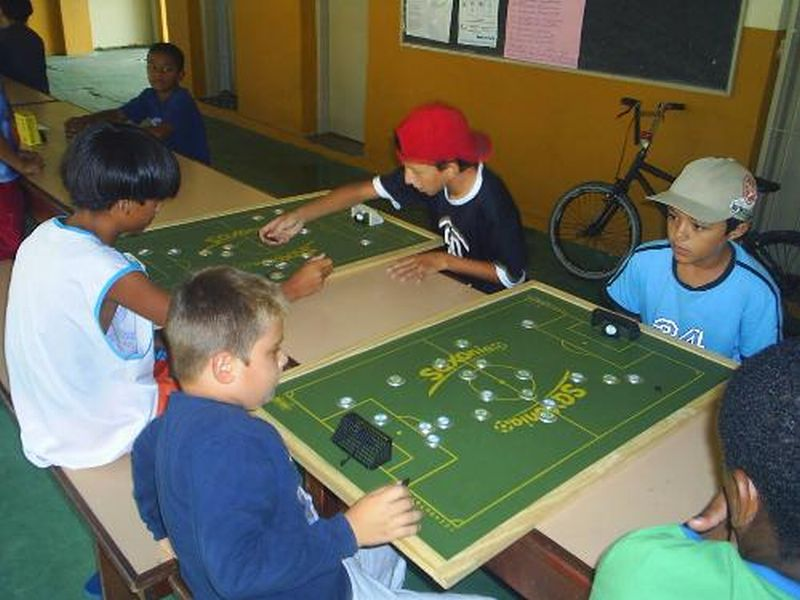
Crianças jogam futebol de botão.

Famosos ficaram os "botões de osso" ou de "paletó”, que nada mais eram que os botões retirados dos antigos termos; dentre esses, uma classe de botões conhecida como "Paulo Caminha" marcou época; depois vieram as "capas de relógios", que nada mais eram que os "vidros' substituídos dos relógios que iam para conserto; finalmente, na década de 1950, surgiram os botões industrializados, de plástico, com adesivos colados ao centro, contendo os escudos ou mesmo as faces dos jogadores dos times famosos do Brasil.
Os botões de acrílico já eram utilizados, entretanto, em uma proporção bem menor em relação aos dias de hoje, quando são predominantes.
Os botões industrializados começaram com os famosos canoinhas, que eram botões rebaixados no meio, com o rosto do jogador ao centro, normalmente com imagem em preto e branco; existiram até alguns coloridos. Algumas fábricas os fizeram, Estrela, Trol e outras
Os "Bolagol"
Eram botões fabricados pela "Plásticos Santa Marina" tendo de início o nome "Futebol Miniatura"; vinham em caixas de time simples ou em caixas de times duplos, as caixas eram assim:
- Caixa dupla com o nome antigo de "Futebol Miniatura"
- Caixa "BOLAGOL" simples, já com o nome Bolagol

Os fabricantes de botões "BOLAGOL" primaram em fazer uma das maiores coleções de times do Brasil e estrangeiros de que se tem notícia, ninguém fabricou tamanha diversificação de times de tantos estados brasileiros; a coleção é composta por aproximadamente 130 equipes entre brasileiras, seleções e estrangeiras.
Coleção "Onze de Ouro"
A "coleção onze de ouro" foi feita em homenagem às seleções brasileiras de 1958 e 1962, equipes campeãs mundiais, e os times que possuíam jogadores nestas seleções e que tinham maior destaque à época no Brasil, que eram os paulistas; Palmeiras, Santos, São Paulo, Portuguesa e Corinthians; e os cariocas; Flamengo, Botafogo, Vasco, Fluminense e América.
Esta coleção teve duas etapas, a primeira em 1964 e a segunda em 1965; eram botões vendidos em bancas de jornal, em pacotinhos com um botão dentro e para se conseguir as palhetas (apertadeiras e outros nomes dependendo do estado), goleiros e as traves (goleiras no sul) era preciso trocar "jogadores chaves" pelos mesmos. A coleção até hoje é procurada pelos colecionadores sedentos por possuir os grandes jogadores de uma época de ouro de nosso futebol.
A Estrela lançou, já na década de 1970, um novo botão, mais alto, porem mais barato e de menor qualidade que o famoso "canoinha", eram eles "o estrela chutador".
A "Estrela" lançou também, após a série com os fotos dos jogadores, uma série com escudos dos clubes de futebol do Brasil.
O botão de "Banca de Jornal"
Quase que concomitante ao lançamento dos botões Onze de Ouro, a febre do jogo de botão invadiu o Brasil e foram lançadas algumas séries denominadas "Craques da Pelota", onde existiam os "patente requerida" e "marca registrada", brincadeira derivada do fato de vir escrito atrás da chapinha que prendia o rosto do jogador, estas palavras.
Também criaram a série "Ídolos do Futebol" que além de ser vendida em bancas de jornal, era encontrada também nos grandes magazines.
O último modelo que saiu com o rosto dos jogadores de futebol era a série Gulliver, que veio com algumas variações, dentre elas um botão chamado "cristal". Estes dois últimos modelos são vendidos ainda hoje em grandes magazines, porém, apenas com os distintivos de grandes clubes de futebol e seleções.
O futebol de botão voltou!
Desde 2014 a empresa Botões Clássicos criou uma loja virtual para aficcionados do tema. A Botões Clássicos é considerada uma das principais 
marcas responsáveis pela retomada
da brincadeira. No site você encontra mais de 20 clubes licenciados e cerca de 1500 times diferentes. Em 2018 a marca lançou o primeiro espaço temático de futebol de botão
, Arquibancada Botões Clássicos, juntando futebol de botão, bar e loja num local que tem sido muito importante para a volta da brincadeira com participação assídua de crianças.

## Reconhecimento oficial
Através da Resolução N.º 14, de 29 de setembro de 1988, acatando ao Of. N.º 542/88 e ao Processo N.º 23005.000885/87-18, baseado na Lei N.º 6.251, de 8 de outubro de 1975 e no Decreto N.º 80.228, de 25 de agosto de 1977, assinada pelo seu então Conselheiro-Presidente Manoel José Gomes Tubino, o CND (Conselho Nacional de Desportos) reconhece o Futebol de Mesa como modalidade desportiva praticada no Brasil, como uma vertente dos esportes de salão, no qual se incluem o xadrez e o bilhar, por exemplo. O Futebol de Mesa é praticado oficialmente em sete modalidades oficiais: quatro nacionais (Disco, Bola 12 Toques, Bola 3 Toques e Dadinho), três internacionais (Sectorball, Subbuteo e Futebol Chapas) e as regras experimentais ( dentre as quais temos a Pastilha, a Regra Gaúcha e a Regra Paraibana).
A CBFM (Confederação Brasileira de Futebol de Mesa) regula e orienta a prática desse esporte no Brasil. Uma das principais lutas dos praticantes é fazer com que o esporte seja conhecido pelos leigos como Futebol de Mesa e não como Jogo de Botão, pois essa associação faz com que o esporte esteja ligado à prática de um jogo infantil o que dificulta seu reconhecimento público como esporte e, consequentemente, seu desenvolvimento.
Após o reconhecimento institucional do Futebol de Mesa como esporte, as modalidades passaram por um crescimento estrutural e conceitual sem precedentes. As federações estaduais foram organizando-se e ganhando "status" semi-profissional e atualmente, existe uma interligação estrutural entre os eventos promovidos pelas federações estaduais. O Futebol de Mesa (também chamado de Futmesa), desenvolve campeonatos estaduais individuais e por equipes. Os grandes clubes de futebol também têm equipes participando, como Corinthians, Nacional, Palmeiras, Rio Branco e Santos em São Paulo e América, Bangu, Flamengo, Fluminense, Vasco da Gama, Portuguesa e Friburguense no Rio de Janeiro e Sport Club do Recife, AABB e Apcef/Pe em Pernambuco.

### Modalidade Bola 12 Toques
Vulgarmente conhecida como "Regra Paulista". Cada partida tem a duração de 20 (vinte) minutos e é disputada em 2 (duas) fases de 10 (dez) minutos, com intervalo máximo de 5 (cinco) minutos entre a primeira e segunda fases. Estando um jogador com a posse de bola, este terá direito a um limite coletivo de 12 (doze) toques, sendo que se até o 12º toque não houver chute a gol, será punido com tiro livre indireto cobrado do local onde a bola estiver estacionada. Cada botão, obedecido o limite coletivo de 12 (doze) toques, terá direito a 3 (três) toques ou acionamentos consecutivos. Se ocorrer um quarto acionamento consecutivo, será punido com tiro livre indireto cobrado onde ocorreu o toque excedente.
O Campeonato Brasileiro Individual da modalidade Bola 12 Toques é disputado desde o final do anos de 1980 e dele participam os melhores botonistas da modalidade de cada Estado do Brasil, que classificam-se para o evento mediante um sistema de "cotas" distribuídas pela Confederação Brasileira de Futebol de Mesa às federações estaduais.
O Campeonato Brasileiro de Clubes  da modalidade Bola 12 Toques é disputado desde de 2007. Atualmente participam clubes dos estados de São Paulo, Rio de Janeiro, Paraná, Santa Catarina, Alagoas, Pernambuco, Ceará, Amazonas, Piauí, Goiás e Rio Grande do Sul.
O Campeonato Brasileiro Máster de Clubes teve como campeão seu primeiro campeão, no ano de 2011, o Maria Zélia (SP) e, em sua segunda edição, no ano de 2012, o campeão foi o Club de Regatas Vasco da Gama (RJ).
Em 2009 foi realizado na cidade de Budapeste (Hungria) o primeiro Campeonato Mundial da modalidade Bola 12 Toques, sendo o Brasil campeão por equipes com a seguinte formação: Mauro Michilin (Palmeiras), Toninho (Palmeiras), Tadeu Sanchis (Corinthians), Marcelo Lages (Vasco), Carlos Renato (Vasco) e Harutiun Muradian (Maria Zélia) - o técnico foi De Franco (Palmeiras). O atleta Marcos Paulo Liparini Zuccato, mais conhecido como Quinho (Palmeiras), foi o Campeão Mundial Individual.
Em 2012 foi realizado na cidade do Rio de Janeiro (Brasil) o segundo Campeonato Mundial da modalidade Bola 12 Toques, sendo o Brasil novamente campeão por equipes com a seguinte formação: Marcos Paulo Zuccato (Quinho) (Palmeiras), Tadeu Sanchis (Corinthians), Jefferson Genta (Maria Zélia), Paulo Audician (Farinha) (Círculo Militar), Roberto Rodrigues (Clube Curitibano), Victor Heremann (IVN Londrina), Lucas Assumpção (America) e Rhaniery Jardim (Vasco da Gama) - a comissão técnicá foi composta por De Franco (Cisplatina) e Marcelo Lages (Vasco da Gama). O atleta Rogério Nascimento (Clube Curitibano), foi o Campeão Mundial Individual.
Em 2012 foi realizado na cidade de Rosário (Argentina) o primeiro Campeonato Sul-Americano da modalidade Bola 12 Toques, sendo o Brasil pela primeira vez campeão por equipes com a seguinte formação: Fábio Borges (América-RJ), Igor Monteiro (Vasco da Gama) e Marcelo Lages (Vasco da Gama). A equipe do Vasco da Gama foi o representante brasileiro na competição por clubes e se tornou o primeiro clube campeão sul-americano de bola 12 toques, com a seguinte formação: Alexandre Gomes, Igor Monteiro, José Antônio e Marcelo Lages. Na categoria individual, o brasileiro Fábio Borges (América-RJ) se tornou campeão ao derrotar o também brasileiro Igor Monteiro (Vasco da Gama) na final.

### Modalidade Bola 3 Toques
Conhecida como "Regra Carioca", é disputada principalmente nos estados de Minas Gerais, Rio de Janeiro, Goiás, São Paulo, Pernambuco, Amazonas e no Distrito Federal. É considerada a mais difícil para adaptação e aprendizado, por conter basicamente todas as regras do futebol de campo, incluindo o impedimento. O tempo de duração é de 40 minutos, sendo dois de 20 com intervalo de 5 minutos.
O Campeonato Brasileiro  da modalidade Bola 3 Toques é disputado desde o início da década de 1980, tanto individualmente, como em equipes. O Campeonato Brasileiro de Equipes foi ao longo dos anos sendo modificado em sua forma de disputa, inicialmente com 2 atletas. No final da década de 1980 passou para 3 atletas e a partir dos anos de 1990 foi adotada a fórmula atual de 4 atletas por equipe.
O atual campeão brasileiro de clubes é o União Independente de Bilac interior de São Paulo.
O campeão individual é Lorival Ribeiro do Liberdade de Belo Horizonte.
Em 2005 foram criadas as Copas do Brasil Individual e de Clubes sendo Vander Felipe (Grêmio Mineiro-MG) o primeiro campeão individual.
O atual campeão é Evandro Gomes do Vasco da Gama do Rio de Janeiro (RJ).
Na competição de Clubes a Portuguesa (MG) conquistou o primeiro título em 2005.
A atual equipe campeã é o Liberdade de Belo Horizonte (MG).
Lista dos Campeões Brasileiros Individuais da Modalidade Bola 3 Toques
| ANO  | LOCAL           | ATLETA CAMPEÃO         | CLUBE/CIDADE/ESTADO              |
| 1981 | Rio de Janeiro  | Hélio Nogueira         | Rio FM – Rio de Janeiro          |
| 1982 | Rio de Janeiro  | Benjamim Abaliac       | Grêmio Mineiro – Belo Horizonte  |
| 1985 | Juiz de Fora    | Carlos A. Tavares      | Tupi F.C. – Juiz de Fora         |
| 1987 | Juiz de Fora    | Edson Meniel           | Limense – Rio de Janeiro         |
| 1988 | Manaus          | José Pires             | ACFB – Rio de Janeiro            |
| 1990 | Rio de Janeiro  | Carlos Antônio Miranda | Manchester – Juiz de Fora        |
| 1993 | Juiz de Fora    | Thiago Stephan         | Tupi F.C. – Juiz de Fora         |
| 1995 | S. J. Rio Prêto | Paulo Marcos de França | Tupi F.C. – Juiz de Fora         |
| 1996 | S. J. Rio Prêto | Marcus Motta           | Tupi F.C. – Juiz de Fora         |
| 1997 | Belo Horizonte  | Vander Felipe          | Grêmio Mineiro – Belo Horizonte  |
| 1998 | S. J. Rio Prêto | Bruno de Castro        | Palheta de Ouro – Rio de Janeiro |
| 1999 | Rio de Janeiro  | Lorival Ribeiro        | Grêmio Mineiro – Belo Horizonte  |
| 2000 | Belo Horizonte  | Lorival Ribeiro        | Grêmio Mineiro – Belo Horizonte  |
| 2001 | Belo Horizonte  | Vander Felipe          | Grêmio Mineiro – Belo Horizonte  |
| 2002 | Teresópolis     | Lorival Ribeiro        | Grêmio Mineiro – Belo Horizonte  |
| 2003 | Belo Horizonte  | Lorival Ribeiro        | Grêmio Mineiro – Belo Horizonte  |
| 2004 | Juiz de Fora    | Marcus Motta           | São José – Juiz de Fora          |
| 2005 | Juiz de Fora    | Vander Felipe          | Grêmio Mineiro – Belo Horizonte  |
| 2006 | S. J. Rio Prêto | Leonardo Stumpf        | Soc. Portuguesa – Juiz de Fora   |
| 2007 | Juiz de Fora    | Lorival Ribeiro        | Liberdade – Belo Horizonte       |
| 2008 | Belo Horizonte  | Bruno de Castro        | ACFB – Rio de Janeiro            |
| 2009 | Brasília        | Tarcizio Dinoá         | AABB – Brasília                  |
| 2010 | Belo Horizonte  | Janílson Pereira       | Tupi F.C. – Juiz de Fora         |
| 2011 | Brasília        | Paulo Marcos de França | Tupi F.C. – Juiz de Fora         |
| 2012 | S. J. Rio Prêto | Marcus Motta           | Tupi F.C. – Juiz de Fora         |
| 2013 | Brasília        | Paulo Sérgio Caruso    | AABB – Brasília                  |
| 2014 | Teresópolis     | Marcus Motta           | Tupi F.C. – Juiz de Fora         |
| 2015 | Belo Horizonte  | Lorival Ribeiro        | Liberdade – Belo Horizonte       |
| 2016 | Bilac           | Antonio Ornelas        | Vasco da Gama – Rio de Janeiro   |
| 2017 | Belo Horizonte  | Lorival Ribeiro        | Liberdade – Belo Horizonte       |
| 2018 | Caxambú         | Leonardo Stumpf        | Tupi F.C. – Juiz de Fora         |
| 2019 | Rio de Janeiro  | Lorival Ribeiro        | Liberdade - Belo Horizonte       |
| 2022 | Brasília        | Adolpho Parente        | AABB/ACAFUMA - Brasília          |

Lista dos Campeões Brasileiros de Clubes da Modalidade Bola 3 Toques
| ANO  | LOCAL           | CLUBE CAMPEÃO       | CLUBE VICE CAMPEÃO |
| 1981 | Brasília        | Rio FM              | 14 de Dezembro     |
| 1982 | Brasília        | UDF                 | Continental        |
| 1983 | Juiz de Fora    | Associação Brasília | Rio FM             |
| 1984 | Brasília        | Serrano             | Academia           |
| 1985 | Juiz de Fora    | Jacarepaguá         | Academia           |
| 1986 | Juiz de Fora    | Limense             | Grêmio Mineiro     |
| 1987 | Rio de Janeiro  | Associação Brasília | Rio FM             |
| 1988 | Brasília        | Tupi F.C.           | ACFB               |
| 1989 | Belo Horizonte  | Rio FM              | AATT               |
| 1990 | Juiz de Fora    | Manchester          | Grêmio Mineiro     |
| 1991 | Rio de Janeiro  | Manchester          | Oito ou Oitenta    |
| 1992 | Belo Horizonte  | Cota Mil            | Manchester         |
| 1993 | Brasília        | Cota Mil            | Tupi F.C.          |
| 1994 | Paty D’Alferes  | Tupi F.C.           | Palheta de Ouro    |
| 1995 | S. J. Rio Prêto | Tupi F.C.           | AATT               |
| 1996 | Brasília        | Grêmio Mineiro      | Tupi F.C.          |
| 1997 | Belo Horizonte  | Clube Municipal     | Tupi F.C.          |
| 1998 | Rio de Janeiro  | Tupi F.C.           | Grêmio Mineiro     |
| 1999 | Belo Horizonte  | Satélite            | Grêmio Mineiro     |
| 2000 | S. J. Rio Prêto | Grêmio Mineiro      | América F.C.       |
| 2001 | Brasília        | América F.C.        | Olímpico           |
| 2002 | Belo Horizonte  | Grêmio Mineiro      | América F.C.       |
| 2003 | Juiz de Fora    | Manchester          | Vianna Júnior      |
| 2004 | S. J. Rio Prêto | Grêmio Mineiro      | São José           |
| 2005 | Teresópolis     | ACFB                | Soc. Portuguesa    |
| 2006 | Brasília        | Vasco da Gama       | Grêmio Mineiro     |
| 2007 | Belo Horizonte  | ACFB                | Sport              |
| 2008 | Brasília        | Tupi F.C.           | Liberdade          |
| 2009 | Rio de Janeiro  | Flamengo            | Tupi F.C.          |
| 2010 | S. J. Rio Prêto | América F.C. “A”    | América F.C. "B"   |
| 2011 | Juiz de Fora    | Tupi F.C.           | AABB               |
| 2012 | Brasília        | AABB                | Tupi F.C.          |
| 2013 | Belo Horizonte  | Tupi F.C.           | América F.C.       |
| 2014 | Brasília        | Tupi F.C.           | AABB               |
| 2015 | Juiz de Fora    | América F.C.        | Tupi F.C.          |
| 2016 | Brasília        | Tupi F.C.           | Liberdade          |
| 2017 | Brasília        | Tupi F.C.           | Clube Comary       |
| 2018 | Rio de Janeiro  | Tupi F.C.           | Fluminense         |
| 2019 | Brasília        | União Bilac         | Vasco da Gama      |
| 2022 | Juiz de Fora    | Liberdade           | Tupi F.C.          |

Lista dos Campeões da Copa do Brasil Individual da Modalidade Bola 3 Toques
| ANO  | LOCAL                | ATLETA CAMPEÃO         | CLUBE/CIDADE/ESTADO             |
| 2005 | Belo Horizonte (MG)  | Vander Felipe          | Grêmio Mineiro – Belo Horizonte |
| 2006 | Teresópolis (RJ)     | Altanir Junior         | Vasco da Gama – Rio de Janeiro  |
| 2007 | Belo Horizonte (MG)  | Lorival Ribeiro        | Grêmio Mineiro – Belo Horizonte |
| 2008 | Americana (SP)       | Evandro Gomes          | ACFB – Rio de Janeiro           |
| 2009 | S. J. Rio Prêto      | Marcus Motta           | Tupi F.C. – Juiz de Fora        |
| 2011 | Belo Horizonte (MG)  | Paulo Marcos de França | Tupi F.C. – Juiz de Fora        |
| 2014 | S. J. Rio Prêto (SP) | Marcelo Buzo           | América F. C. – S. J. Rio Prêto |
| 2016 | Brasília (DF)        | Leonardo Stumpf        | Tupi F.C. – Juiz de Fora        |
| 2018 | Bilac (SP)           | Evandro Gomes          | Vasco da Gama – Rio de Janeiro  |
| 2022 | Santa Bárbara (MG)   | Henrique Madeira       | Vasco da Gama – Rio de Janeiro  |

Lista dos Campeões da Copa do Brasil de Clubes
| ANO  | LOCAL           | CLUBE CAMPEÃO        | CLUBE VICE CAMPEÃO   |
| 2005 | Juiz de Fora    | Sociedade Portuguesa | Grêmio Mineiro       |
| 2006 | Belo Horizonte  | ACFB                 | Vasco da Gama        |
| 2007 | S. J. Rio Prêto | ACFB                 | Sociedade Portuguesa |
| 2008 | Belo Horizonte  | Grêmio Mineiro       | Liberdade            |
| 2009 | Belo Horizonte  | Rio Branco           | Tupi F.C.            |
| 2010 | Brasília        | Tupi F.C.            | AABB                 |
| 2012 | Belo Horizonte  | América F.C.         | AABB                 |
| 2015 | Teresópolis     | Clube Comary         | AABB                 |
| 2017 | Teresópolis     | Liberdade            | América F.C.         |
| 2019 | Belo horizonte  | Liberdade            | Vasco da Gama        |

Lista dos Campeões Brasileiros Individuais de Seniores
| ANO  | LOCAL          | ATLETA CAMPEÃO         | CLUBE / CIDADE       |
| 1988 | Juiz de Fora   | Benjamim Abaliac       | Grêmio Mineiro - BH  |
| 1999 | Juiz de Fora   | Carlos Alberto Tavares | Manchester - JF      |
| 1991 | Juiz de Fora   | Paulo Cesar Faria      | Cota Mil - DF        |
| 1993 | Juiz de Fora   | Sergio Motta           | Cota Mil - JF        |
| 1994 | Juiz de Fora   | Marcio Henrique Lopes  | Manchester - JF      |
| 1995 | Juiz de Fora   | Sergio Motta           | Cota Mil - DF        |
| 1996 | Juiz de Fora   | Paulo Cesar Faria      | Cota Mil - DF        |
| 1998 | Rio de Janeiro | Roberto Rocha          | Palheta de Ouro - RJ |
| 1999 | Rio de Janeiro | Jan Buarque            | Cota Mil - DF        |
| 2000 | Rio de Janeiro | José Ricardo Lage      | Palheta de Ouro      |
| 2001 | Belo Horizonte | José Ricardo Lage      | Palheta de Ouro      |
| 2002 | Teresópolis    | Paulo Cesar Faria      | Cota Mil - DF        |
| 2003 | Teresópolis    | Benjamim Abaliac       | Grêmio Mineiro - BH  |
| 2004 | Brasília       | Vander Felipe          | Grêmio Mineiro - BH  |
| 2005 | Belo Horizonte | Vander Felipe          | Grêmio Mineiro - BH  |
| 2006 | Belo Horizonte | Vander Felipe          | Grêmio Mineiro - BH  |
| 2007 | Belo Horizonte | Vander Felipe          | Grêmio Mineiro - BH  |
| 2008 | Belo Horizonte | Miguel Lemos           | ACFB - RJ            |
| 2009 | Belo Horizonte | Vander Felipe          | Grêmio Mineiro - BH  |
| 2010 | Belo Horizonte | Vander Felipe          | Grêmio Mineiro - BH  |
| 2011 | Belo horizonte | Vander Felipe          | Grêmio Mineiro - BH  |
| 2013 | Belo Horizonte | Lorival Ribeiro        | Liberdade - BH       |
| 2014 | Belo Horizonte | Leonardo Stumpf        | Tupi - JF            |
| 2015 | Belo Horizonte | Vander Felipe          | Grêmio Mineiro - BH  |
| 2016 | Belo Horizonte | Lorival Ribeiro        | Liberdade - BH       |

Lista dos Campeões Brasileiros Individuais de Masters
| ANO  | LOCAL        | ATLETA CAMPEÃO   | CLUBE / CIDADE      |
| 2005 | Juiz de Fora | Benjamim Abaliac | Grêmio Mineiro - BH |

Fonte: http://www.fefumerj.com.br/campeoes-brasileiros-da-modalidade-bola-3-toques/

### Modalidade Disco 1 Toque
Vulgarmente conhecida como "Regra Baiana", possui duas vertentes ("Liso", onde os botões são lisos por baixo, e "Livre", onde os botões são ocos por baixo) e é a modalidade há mais tempo organizada. A primeira Associação dedicada a esta Regra foi estabelecida em 1959, em Alagoinhas (BA), permanecendo em atividade ininterrupta até os dias de hoje.
A primeira grande competição inter-estadual da modalidade Disco 1 Toque foi o Campeonato Norte-Nordeste (popularmente chamado de "Nordestão") em 1969. No ano seguinte, 1970, foi disputado o primeiro Campeonato Brasileiro Individual da modalidade.
A 37ª edição do evento foi disputada em Porto Alegre (RS) em 2010 e consagrou Alenio Cheble, atleta da Portuguesa (RJ), como o primeiro botonista na história a conquistar o título máximo tanto na vertente "Livre" (foi Campeão em 2000, em Salvador - BA), quanto na vertente "Liso".
Os atuais Campeões Brasileiros de Clubes são a Associação Riograndina de Futebol de Mesa (RS), no "Livre" e a Associação Santamarense de Futebol de Mesa (BA), no "Liso", competição realizada em Vitória (ES).
Também na modalidade Disco 1 Toque é bastante comum a participação de tradicionais clubes de futebol, que possuem departamentos de Futebol de Mesa, tais como Bangu, Portuguesa e Vasco (RJ), Nacional (SP), Bahia (BA) e Grêmio (RS).

### Modalidade Dadinho
A bola de jogo é um cubo confeccionado em acrílico ou material semelhante e conhecido por "dadinho". Cada face do cubo mede 0.6mm x 0.6mm e o seu peso varia entre 0,1 e 0,3 g. Suas faces devem ser lisas, sem saliências, sem nenhum tipo de adesivo ou decalque, não sendo permitido nenhum tipo de marcação. Os jogadores são discos circulares, semelhantes a botões com diâmetro máximo de 60 mm e mínimo de 35 mm, e sua altura máxima de 1 cm, podendo ser de qualquer cor ou combinação de cores, de qualquer material, com exceção metal e vidro. Os botões de uma mesma equipe poderão ser de tamanhos diferentes, como também, poderão ser de cores diferentes entre si, porém todos devem estar numerados. Cada botão somente poderá dar no máximo 3 (três) toques consecutivos ("palhetadas") individualmente e cada equipe somente poderá dar no máximo 9 (nove) "palhetadas" coletivas, devendo até o 9º (nono) toque obrigatoriamente ser um chute ou arremesso ao gol, caso não ocorra, no local aonde o "dadinho" parar, será efetuada uma cobrança de falta indireta.
Foi assinada no dia 10 de dezembro de 2011, na sede da Federação Paulista de Futebol de Mesa, a oficialização da modalidade Dadinho. A modalidade foi aprovada por unanimidade pela Coordenação de Regras Experimentais da Confederação Brasileira de Futebol de Mesa (CBFM), pelas 3 regras já oficiais (Bola 12 toques, Bola 3 toques e Disco 1 toque), chancelada pelo presidente da CBFM, Sr. José Jorge Farah Neto, e passou a ser considerada oficial a partir do dia 1 de janeiro de 2012.
Atletas Campeões do Campeonato Brasileiro da modalidade Dadinho:
| ANO  | LOCAL                 | CAMPEÃO                                           |
| 2008 | Brasília              | Alexandre Lage (Esporte Clube Maxwell)            |
| 2009 | Curitiba              | Daniel Marques (AABB-Tijuca)                      |
| 2010 | Itajaí                | Daniel Marques (AABB-Tijuca)                      |
| 2011 | Brasília              | Almo de Paula (Clube Curitibano)                  |
| 2012 | Curitiba              | Régis Martins (America Football Club)             |
| 2013 | Campo Grande          | Alexandre Lage (Tupi Football Club)               |
| 2014 | Curitiba              | Allan Carvalho (Clube de Regatas do Flamengo)     |
| 2015 | São Bernardo do Campo | Alexandre Aires (Tijuca Tênis Clube)              |
| 2016 | Curitiba              | Breyner Wertmuller (Clube de Regatas do Flamengo) |
| 2017 | Brasília              | Breyner Wertmuller (Fluminense Football Club)     |
| 2018 | Florianópolis         | Breyner Wertmuller (Clube de Regatas do Flamengo) |
| 2019 | Juiz de Fora          | Victor Praça (America Football Club)              |
| 2022 | São Paulo             | Ronald Neri (Clube de Regatas do Flamengo)        |

Atletas Campeões da Copa do Brasil da modalidade Dadinho:
| ANO  | LOCAL           | CAMPEÃO                                            |
| 2011 | Curitiba        | Brayner Wertmuller (Club de Regatas Vasco da Gama) |
| 2012 | Itajaí          | Allan Carvalho (Clube de Regatas do Flamengo)      |
| 2013 | Poços de Caldas | Victor Praça (America Football Club)               |
| 2014 | Brasília        | Brayner Wertmuller (Clube de Regatas do Flamengo)  |
| 2015 | Curitiba        | Bruno Romar (Clube de Regatas do Flamengo)         |
| 2016 | Juiz de Fora    | Paulinho Quartarone (Fluminense Football Club)     |
| 2017 | Fortaleza       | Antonio Wellington (Clube de Regatas do Flamengo)  |
| 2018 | Caruaru         | Brayner Wertmuller (Clube de Regatas do Flamengo)  |
| 2019 | Porto Alegre    | Rodrigo Bandini (Fluminense Football Club)         |
| 2022 | Manaus          | Brayner Wertmuller (Club de Regatas Vasco da Gana) |

Clubes Campeões Brasileiros da modalidade Dadinho:
| ANO  | LOCAL          | CAMPEÃO                      |
| 2009 | Rio de Janeiro | America Football Club        |
| 2010 | Rio de Janeiro | Esporte Clube Maxwell        |
| 2011 | Rio de Janeiro | River Futebol Clube          |
| 2012 | Rio de Janeiro | Clube de Regatas do Flamengo |
| 2013 | Rio de Janeiro | Clube de Regatas do Flamengo |
| 2014 | Rio de Janeiro | Tijuca Tênis Clube           |
| 2015 | Rio de Janeiro | Clube de Regatas do Flamengo |
| 2016 | Rio de Janeiro | Tijuca Tênis Clube           |
| 2017 | Rio de Janeiro | America Football Club        |
| 2018 | Rio de Janeiro | America Football Club        |
| 2019 | Rio de Janeiro | America Football Club        |
| 2022 | Rio de Janeiro | Clube de Regatas do Flamengo |

### Exterior
O Futebol de Mesa, tal como ele é jogado no Brasil e suas variações, é praticado em diferentes países, entre eles, Argentina, Uruguai, Chile, Espanha, Romênia, Hungria, República Tcheca, Eslováquia, Polônia, Sérvia, Croácia, Suíça, Russia, Ucrânia e Japão.

#### Modalidade Sectorball
O Sectorball é um esporte praticado notadamente no leste da Europa, com muitos pontos em comum com o Futebol de Mesa praticado no Brasil. Já foram disputados cinco campeonatos mundiais de Sectorball, sendo o último realizado na Hungria no ano de 2009 pela Federação Internacional de Sectorball.

Países Campeões dos Torneios dos quais o Brasil participou:

| ANO  | LOCAL          | 1° COLOCADO | 2° COLOCADO | 3° COLOCADO |
| 2007 | Budapeste      | Hungria     | Romênia     | Sérvia      |
| 2009 | Budapeste      | Hungria     | Romênia     | Sérvia      |
| 2012 | Rio de Janeiro | Hungria     | Brasil      | Sérvia      |
| 2015 | Debrecen       | Romênia     | Hungria     | Sérvia      |

Atletas Campeões Mundiais dos Torneios dos quais o Brasil participou:

| ANO  | LOCAL          | 1° COLOCADO     | 2° COLOCADO     | 3° COLOCADO     |
| 2007 | Hungria        | Pákai György    | Seremet Szilárd | Fülöp Elemér    |
| 2009 | Hungria        | Seremet Szilárd | Fülöp Elemér    | István Mártonfi |
| 2012 | Rio de Janeiro | Szendrey Tibor  | István Mártonfi | Szatmári Tamás  |
| 2015 | Debrecen       | János Koczor    | Viktor Lukács   | Pákai György    |

A Confederação Brasileira de Futebol de Mesa (CBFM) introduziu oficialmente o Sectorball no Brasil em 2010, através da Federação de Futebol de Mesa do Estado do Rio de Janeiro (FEFUMERJ) e a partir de 2011 começou a ser realizado o Campeonato Brasileiro de Sectorball.

Atletas Campeões Brasileiros da modalidade Sectorball

| ANO  | LOCAL          | INDIVIDUAL           | DUPLAS                      | CLUBE         |
| 2011 | Rio de Janeiro | Robson Marfa (CRVG)  | R. Marfa/M. Lages (CRVG)    | Vasco da Gama |
| 2012 | Rio de Janeiro | Marcelo Lages (CRVG) | Igor/M. Lages (CRVG)        | Vasco da Gama |
| 2013 | Rio de Janeiro | Marcelo Lages (CRVG) | R. Marfa/W. Gomes (CRVG)    | Vasco da Gama |
| 2014 | Rio de Janeiro | Weber Gomes (CRVG)   | H. Gomes/R. Pinheiro (SVMZ) | Vasco da Gama |
| 2015 | Rio de Janeiro | Robson Marfa (CRVG)  | R. Marfa/M. Lages (CRVG)    | Vasco da Gama |
| 2016 | São Paulo      | Weber Gomes (CRVG)   | R. Marfa/Weber Gomes (CRVG) | Vasco da Gama |

A coordenação e implantação da modalidade Sectorball no Brasil foi entregue, pela CBFM e FEFUMERJ, a Marcelo Lages, atleta do CR Vasco da Gama, ao nível nacional, e a Marcelo Coutinho, atleta do Bangu AC, ao nível estadual. Como modalidade já oficialmente adotada pela entidade, dentro da CBFM, que participou dos dois últimos Campeonatos Mundiais, o Sectorball possui hoje o mesmo status que as quatro modalidades tradicionais e oficiais brasileiras (Disco 1 Toque, Bola 3 Toques, Bola 12 Toques e Dadinho 9x3).

#### Subbuteo
A modalidade Subbuteo é de origem européia, tendo se iniciado na final da década de 1940 na Inglaterra. Popularizou-se na Europa Ocidental especialmente a partir da Copa do Mundo de Futebol da Inglaterra de 1966. Hoje em dia, é organizada mundialmente por uma entidade denominada F.I.ST.F. (Fedération Internationale de Sports Table Football), com sede em Amiens, França. No Brasil, ela é jogada desde 2009, quando o Brasil foi representada na Copa do Mundo da modalidade por Marcelo Lages, atleta do CR Vasco da Gama. Possui o mesmo status oficial das modalidades reconhecidas anteriormente.